# 매류역
매류역(梅柳驛)은 지금의 경기도 여주시 세종대왕면 매류리에 위치했던 수려선의 역이다. 폐지 이후, 역이 있던 자리에 ‘역전슈퍼’가 들어섰으며, 지역에서는 과거 수려선이 있던 흔적을 나타내는 벽화를 만들었다.

## 역사
- 1931년 12월 1일 : 이천-여주 간 개통과 함께 영업 개시 (보통역)[1]
- 1972년 4월 1일 : 수려선 폐선과 함께 폐지[2]